# 伊貝林的貝里昂
伊貝林的貝里昂（12世紀—1193年），為十二世紀耶路撒冷王國十字軍中重要的貴族。他是伊貝林的貝里昂之子、雨果及鮑德溫之兄弟。由於父亦以貝里昂聞名，故其有時亦被稱為小貝里昂（Balian the Younger）。別名拉姆拉的貝里昂（Balian of Ramla）或納布盧斯的貝里昂（Balian of Nablus）。

## 生平
1150年，贝里昂大哥雨果死後，伊貝林城由贝里昂的二哥鮑德溫继承，鮑德溫欲保持原爵位拉姆拉领主，因此将伊貝林城轉讓予貝里昂。1174年，貝里昂与鮑德溫支持的黎波里的雷蒙三世（Raymond III of Tripoli）取代普蘭西的米爾斯（Miles of Plancy）為國王鮑德溫四世（Baldwin IV）之攝政王。1177年，兄弟參與蒙吉萨战役。同年，貝里昂與阿馬里克一世之遺孀瑪利亞康尼娜（Maria Comnena）並繼承納布盧斯之爵位。
1183年，貝里昂兄弟支持雷蒙反對當時的攝政王，西比拉（Sibylla）之夫，吕西尼昂的居伊。同年，貝里昂出席了鮑德溫五世的加冕典禮，當時鮑德溫四世猶在世，此一加冕是為了阻止居伊為王而舉行的。1185年，鮑德溫四世去世，當時年僅八歲的鮑德溫五世正式即位，卻在隔年就死亡。雷蒙本欲立托倫的韓福瑞四世為王，但他拒絕並支持蓋伊。貝里昂勉強宣誓效忠居伊，而其兄則因拒絕而被放逐至安條克。
貝里昂仍留在耶路撒冷王國，並由1187年哈丁战役的潰敗中生還。與王后西比拉（Queen Sibylla）及牧首希拉克略（Patriarch Heraclius）一同，他守禦耶路撒冷並在稍晚（同年十月）的投降中與薩拉丁談判。伊貝林，納布盧斯，拉姆拉及貝里昂的所有其它領地在哈丁戰役後被薩拉丁佔領，但貝里昂及其家人得以逃至的黎波里。在居伊與蒙費拉托的科拉多（Conrad de Montferrat）王權爭奪中，貝里昂一開始支持蓋伊 ，但其後與瑪利亞密謀，以康拉德與耶路撒冷的伊莎貝拉（Isabella of Jerusalem，瑪利亞與阿馬里克一世的女兒）的婚姻為條件，轉而支持康拉德。康拉德死後，伊莎貝拉嫁給香檳的亨利二世，貝里昂則為亨利的顧問，並在1192年，幫助英格蘭國王理查一世和薩拉丁協議停戰，終止第三次十字軍東征。伊貝林仍在薩拉丁的控制之下，但理查將凱蒙特（Caymont）的統治權給予貝里昂做為補償。
1193年，貝里昂去世。其子伊貝林的約翰（John of Ibelin）為貝魯特男爵（Lord of Beirut）及耶路撒冷的治安官。

## 電影作品
2005年上映的（Kingdom of Heaven）是一部以貝里昂為主角的故事，但與歷史史實出入較大。

## 延伸阅读
- De Expugnatione Terrae Sanctae per Saladinum, translated by James A. Brundage, in The Crusades: A Documentary Survey. Marquette University Press, 1962.
- William of Tyre, A History of Deeds Done Beyond the Sea. E. A. Babcock and A. C. Krey, trans. Columbia University Press, 1943.
- Chronique d'Ernoul et de Bernard le Trésorier, edited by M. L. de Mas Latrie. La Société de l'Histoire de France, 1871.
- La Continuation de Guillaume de Tyr（1184–1192）, edited by Margaret Ruth Morgan. L'Académie des Inscriptions et Belles-Lettres, 1982.
- Ambroise, The History of the Holy War, translated by Marianne Ailes. Boydell Press, 2003.
- Chronicle of the Third Crusade, a Translation of Itinerarium Peregrinorum et Gesta Regis Ricardi, translated by Helen J. Nicholson. Ashgate, 1997.
- Peter W. Edbury（波兰语）, The Conquest of Jerusalem and the Third Crusade: Sources in Translation. Ashgate, 1996.
- Peter W. Edbury, John of Ibelin and the Kingdom of Jerusalem. Boydell Press, 1997.
- Amin Maalouf, The Crusades Through Arab Eyes. London, 1984.
- H. E. Mayer, "Carving Up Crusaders: The Early Ibelins and Ramlas", in Outremer: Studies in the history of the Crusading Kingdom of Jerusalem presented to Joshua Prawer. Yad Izhak Ben-Zvi Institute, 1982.
- Pirie-Gordon, H. . The English Historical Review (Oxford Academic). 1912, XXVII (CVII, July): 445–461  [2021-12-05]. doi:10.1093/ehr/XXVII.CVII.445. （原始内容存档于2021-12-05）.
- Runciman, Steven. . Cambridge: Cambridge University Press. 1952 （英语）.

| 前任： 鮑德溫        | Lordship of Ibelin c. 1170–1187                   | 繼任： 被薩拉丁征服    |
| 前任： Maria Comnena | Lordship of Nablus 1177–1187 (with Maria Comnena) | 繼任： 被薩拉丁征服    |
| 前任： Royal domain  | Lordship of Caymont 1192–1193                     | 繼任： John of Ibelin? |